# Me’ir Grossman
Me’ir Grossman (hebr. מאיר גרוסמן; ur. 3 czerwca 1888 w Tiemriuku, zm. 26 czerwca 1964 w Tel Awiwie) – żydowski dziennikarz, działacz społeczny, związany z syjonizmem rewizjonistycznym.
Twórca Żydowskiej Partii Państwowej (1933) i londyńskiego biura Żydowskiej Agencji Telegraficznej (1919), założyciel gazety „Palestine Bulletin” (1925) wydawanej obecnie pod tytułem „The Jerusalem Post”. W 1933 roku przeciwstawił się opuszczeniu Światowej Organizacji Syjonistycznej przez rewizjonistów i utworzeniu Nowej Organizacji Syjonistycznej.

## Życiorys
Urodził się 3 czerwca 1888 roku w Tiemriuku w Imperium Rosyjskim w rodzinie Elijjahu i Racheli (z domu Slawutska). Ojciec Me’ira był rabinem i szochetem. Me’ir otrzymał wykształcenie ogólne w rosyjskich szkołach. Studiował w Petersburgu , a od 1913 w Berlinie, gdzie był również członkiem syjonistycznej organizacji He-Chawer . W 1905 roku zaangażował się w pracę dziennikarską w gazetach rosyjskich i żydowskich .
Kiedy wybuchła I wojna światowa znajdował się w Kopenhadze , gdzie pracował jako korespondent gazety „Russkoje Słowo”. Wydawał tam również w jidysz gazetę „Kopenhagener Togbłat” . W trakcie wojny poparł ideę Ze’ewa Żabotyńskiego, aby w ramach armii brytyjskiej utworzyć Legion Żydowski, co symbolizowałoby aktywne działania narodu żydowskiego w dążeniu do utworzenia własnej ojczyzny . Poglądy te wyrażał na łamach wydawanego w Kopenhadze i Londynie w latach 1915–1916 dziennika „Di Tribune” . Stał na stanowisku, że nie należy zawierać żadnego sojuszu politycznego z osobami, które nie uważały utworzenia żydowskiej siły zbrojnej za priorytet.
Wrócił do Rosji w marcu 1917 roku i podjął współpracę z wydawaną w jidysz gazetą „Petrograder Togbłat”, którą założył Izaak Grünbaum. W latach 1917–1918 współredagował „Der Telegraf”, „Ojf der Wach” oraz „Di Wełt” . Został również wybrany do Centralnego Komitetu Organizacji Syjonistycznej Ukrainy .
W 1919 roku wraz z Jakubem Landauem założyli w Londynie biuro Żydowskiej Agencji Telegraficznej z późniejszymi oddziałami w Warszawie i Berlinie. W 1920 roku ożenił się z Barbarą de Port . W 1925 roku w Jerozolimie założył gazetę „Palestine Bulletin”, którą od 1923 roku wydawano pod nazwą „Palestine Post”, a później „The Jerusalem Post” . W tym samym roku pomagał Żabotyńskiemu w powołaniu do życia Unii Syjonistów Rewizjonistów i został wybrany zastępcą Żabotyńskiego w strukturach unii. Z jej ramienia był przedstawicielem rewizjonistów na wszystkich kongresach syjonistycznych .
Na przełomie lat 20. i 30. XX wieku, wraz z kierownictwem Unii Syjonistów Rewizjonistów z Londynu, sprzeciwiał się rosnącej autonomii Bejtaru oraz radykalizacji jego członków, poprzez dołączanie do organizacji coraz bardziej radykalnych środowisk. Obawiał się także, że Żabotyński będzie chciał zdominować ruch rewizjonistyczny działaczami z Bejtaru, co postawiłoby resztę ruchu w mniejszości. Nalegał, aby działania Bejtaru były objęte kontrolą Unii Syjonistów Rewizjonistów. W 1931 roku podpisał z Żabotyńskim tzw. dżentelmeńskie porozumienie, które gwarantowało Bejtarowi wewnętrzną i strukturalną niezależność, ale zobowiązywał organizację do niepodejmowania politycznych działań na własny koszt. Heller podaje, że Grossmanowi nie udało się w pełni podporządkować Bejtaru strukturom rewizjonistycznym, ponieważ porozumienie zawierało zapisy, które wymuszały nawet na byłych członkach Bejtaru posłuszeństwo dowództwu organizacji.
W 1933 roku sprzeciwił się opuszczeniu przez rewizjonistów Światowej Organizacji Syjonistycznej i utworzeniu własnej struktury zwanej Nową Organizacją Syjonistyczną. Uważał, że rewizjoniści powinni pozostać w ramach istniejących struktur syjonistycznych. W tym samym roku w ramach Światowej Organizacji Syjonistycznej utworzył Żydowską Partię Państwową, która pozostała jednak marginalną formacją .

Plakat dotyczący wykładu Me’ira Grossmana 22 marca 1939 roku.

Od 1934 roku mieszkał w Mandacie Palestyny . W 1937 roku został zawieszony w prawach członka Ogólnej Rady Syjonistycznej za ujawnienie dokumentacji dotyczącej podziału mandatu, co „przyniosło szkody sprawom syjonistycznym”. Wraz z wybuchem II wojny światowej wyjechał do Stanów Zjednoczonych, gdzie zaangażował się w życie lokalnych społeczności żydowskich oraz pracował w radiu w Nowym Jorku. W 1948 roku, kiedy doszło do zjednoczenia ruchu rewizjonistycznego, został wybrany przewodniczącym światowego komitetu wykonawczego zjednoczonej Unii Syjonistów Rewizjonistów . W tym samym roku wybrany został do egzekutywy Agencji Żydowskiej, w której odpowiadał za sprawy finansowe .
W 1953 roku związał się ze środowiskiem Ogólnych Syjonistów, których w latach 1954–1960 reprezentował w Agencji Żydowskiej. W Izraelu wspierał rosyjskojęzyczne gazety oraz działał na rzecz społeczności żydowskiej w Związku Radzieckim .
Zmarł 26 czerwca 1964 roku w Tel Awiwie. Został pochowany na cmentarzu Nachalat Jicchak.